# Список экзопланет в созвездии Треугольника
Список экзопланет в созвездии Треугольника содержит 5 экзопланет в 4 разных планетных системах, находящихся в соответствующем созвездии. Перечислены только подтверждённые экзопланеты, не являющиеся коричневым карликом.
Учёные постоянно совершают открытия, поэтому список может быть неполон.
Оценить зону обитаемости можно на основе светимости звезды.
| Система  | # | Удалённость св. лет | Светимость L⊙ | Большая полуось а. e. | Эксцентриситет | Период обращения сут | Масса MJ       | Пр.    |
| -------- | - | ------------------- | ------------- | --------------------- | -------------- | -------------------- | -------------- | ------ |
| Росс 19  | b | 57                  |               | 9900                  |                |                      | 27 ± 12        | EPEDR2 |
| HD 9446  | b | 164                 | 0,984         | 0,19 ± 0,01           | 0,21           | 30,06                | >0,687 ± 0,056 | EPEDR2 |
| HD 9446  | c | 164                 | 0,984         | 0,65 ± 0,02           | 0,07           | 189,6 ± 0,13         | >1,7 ± 0,13    | EPEDR2 |
| HAT-P-38 | b | 821                 | 0,646         | 0,05                  | 0,06           | 4,64                 | 0,267 ± 0,02   | EPEDR2 |
| HD 13189 | b | 1595                | 432,895       | 1,25 ± 0,08           | 0,27           | 471,6 ± 6            | >10,95 ± 2,92  | EPEDR2 |